# Анновка (Хмельницкая область)
А́нновка (укр. Ганнівка) — село в Дунаевецком районе Хмельницкой области Украины.
Население по переписи 2001 года составляло 702 человека. Почтовый индекс — 32424. Телефонный код — 3858. Занимает площадь 1,682 км². Код КОАТУУ — 6821880201.

## Местный совет
32425, Хмельницкая обл., Дунаевецкий р-н, с. Анновка, ул. Центральная, 13